# Essigsäure-tert-butylester
Essigsäure-tert-butylester, auch tert-Butylacetat oder 1,1-Dimethylethylethanoat (IUPAC), ist eine klare, farblose Flüssigkeit mit schwach fruchtigem Geruch. Bei tert-Butylacetat handelt es sich um den Ester aus Essigsäure und tert-Butanol.
Isomere Essigsäurebutylester sind Essigsäure-n-butylester, Essigsäureisobutylester und Essigsäure-sec-butylester.

## Eigenschaften
Essigsäure-tert-butylester hat bei Standardbedingungen einen Siedepunkt von 97 °C.
Die Verbindung bildet leicht entzündliche Dampf-Luft-Gemische. Sie hat einen Flammpunkt von 1 °C. Die untere Explosionsgrenze (UEG) liegt etwa bei 1,3 Vol.‑% (64 g/m3). Die Zündtemperatur beträgt 435 °C. Der Stoff fällt somit in die Temperaturklasse T2.

## Herstellung
Essigsäure-tert-butylester kann nicht durch direkte Veresterung von Essigsäure mit tert-Butanol hergestellt werden, weil unter diesen Bedingungen das tert-Butanol zu erheblichen Mengen unter Wasserabspaltung zu Isobuten reagiert. Stattdessen muss der Alkohol mit Acetylchlorid, oder Essigsäure mit Isobuten unter Druck umgesetzt werden.

## Verwendung
Essigsäure-tert-butylester ist wenig verbreitet und wird nur in der chemischen Industrie eingesetzt.